# Les Roses roses
Les Roses roses est une peinture à l'huile sur toile de 32 × 40,5 cm  réalisée par Vincent van Gogh en juin 1890, et conservée à la Ny Carlsberg Glyptotek de Copenhague.

## Description
Van Gogh passe les deux derniers mois de sa vie (mai-juillet 1890) à Auvers-sur-Oise où il meurt le 29 juillet. C'est une période féconde, puisqu'il y peint environ soixante-dix tableaux. Il compose plusieurs tableaux de fleurs, en cette saison d'exubérance de la nature. Les Roses roses est un tableau remarquable de cette série, car contrairement aux couleurs vives dans les jaunes et orange de sa période arlésienne (par exemple son cycle des Tournesols), il utilise ici des couleurs douces et mélancoliques, sur un fond vert  pâle, sans doute plus en phase avec le climat du Vexin. La perspective est presque inexistante, au premier regard on a l'impression que le tableau peut être renversé sans que l'effet ne soit changé et les roses semblent proches du spectateur quelle que soit sa position. Le vase est quasiment invisible. Les contours aux touches vertes plus sombres pour marquer les feuilles et les tiges rappellent le fond du tableau. Les roses sont traitées à la manière japonaise, dont Van Gogh collectionnait les estampes, dans un style faisant écho à ses propres tourments.
Ce tableau a fait l'objet d'un don de la part de Mme Helga Jacobsen en 1923. Il est conservé sous le numéro d'inventaire MIN 1836.